# Trinità (Masaccio)
La Santissima Trinità, con la Vergine Maria, San Giovanni e i donatori è un affresco di Masaccio, conservato nella terza campata della navata sinistra della Basilica di Santa Maria Novella a Firenze, databile tra il 1425 e il 1427. Misura 317x667 cm ed è universalmente ritenuta una delle opere fondamentali per la nascita del Rinascimento italiano nella storia dell'arte. In essa si trovano tutti i principali contenuti della cultura umanistica e si ha una perfetta sintesi tra pittura, scultura e architettura. Si tratta dell'ultima opera conosciuta dell'artista, morto a soli ventisei anni (1428).

## Storia
(Giorgio Vasari descrive l'affresco nelle Vite de' più eccellenti pittori, scultori e architettori, 1568)
Nessun documento scritto attesta la data esatta di esecuzione del dipinto e l'identità del committente, nonostante sia raffigurato, con la moglie, ai piedi del dipinto; a proposito di quest'ultimo è stata formulata anche l'ipotesi si tratti di un priore domenicano presente in quegli anni nel convento, Fra' Benedetto di Domenico di Lenzo, e che l'opera sia stata eseguita in onoranza di un suo congiunto defunto in quegli anni, forse Berto di Bartolomeo del Banderaio, rappresentato inginocchiato nella fascia bassa dell'affresco assieme a sua moglie Sandra. 
L'affresco si trova in posizione asimmetrica nella campata, esattamente davanti alla porta che conduceva al cimitero della Basilica. Il dogma della Trinità era dopotutto un tema di importanza fondamentale per i domenicani, proprietari della chiesa, come testimonia la posizione di rilievo dell'affresco all'interno della navata. Alla complessa creazione tematica del dipinto dovette sicuramente partecipare un teologo del convento, che Berti (1988) ha ipotizzato potesse essere Fra' Alessio Strozzi, religioso, umanista e matematico che frequentava artisti come Lorenzo Ghiberti e Filippo Brunelleschi.
La progettazione dell'opera dovette richiedere parecchi mesi, con un preciso calcolo delle proporzioni che necessita la parziale chiusura della finestra sulla parete per guadagnare altezza.
Lo stato di conservazione dell'opera mostra ampiamente i segni dell'usura derivanti dal tempo e, ancor più, dalle varie e curiose vicissitudini seguite nel corso della storia. L'opera infatti si è fortunatamente conservata sino a noi grazie a Giorgio Vasari. Egli, incaricato di smontare il tramezzo, nelle vicinanze del quale l'opera era collocata (per ragioni legate alla Controriforma), non trovando altro luogo dove conservarla all'interno della chiesa (poiché ne riconosceva l'immenso valore storico artistico), decise di nasconderla dietro ad un nuovo altare. In questo modo quest'opera si è preservata quasi intatta. L'altare soprastante era sormontato da una grande pala dedicata alla Vergine del Rosario realizzato, per la famiglia Capponi dallo stesso Vasari.
Nel 1860, durante la rimozione dell'altare vasariano in un progetto di conversione degli altari della chiesa in stile neogotico, venne riscoperto l'affresco della Trinità. Per non farlo coprire dall'altare neogotico, l'affresco fu trasportato "a massello" - cioè tagliando anche lo spessore di muro su cui era dipinta - sotto l'occhio vigile del restauratore Gaetano Bianchi e spostato sulla parte bassa della controfacciata della chiesa. Quasi un secolo dopo, nel 1952, grazie allo studio di testi rinascimentali del filologo e direttore dei restauri della città Ugo Procacci, fu scoperto però che la Trinità era in realtà composta anche da uno scheletro e dal suo sarcofago dipinto; così si decise di rimuovere l'altare vasariano che fungeva da base all'altare neogotico che copriva questa parte dell'affresco. A quel punto, però, si decise di risistemare l'affresco nella sua collocazione originale e di riunirla con la sua parte inferiore, un'operazione che venne guidata dal restauratore Leonetto Tintori.
Un ulteriore restauro eseguito tra il 1999 ed il 2001 ha consentito un importante, anche se parziale, recupero delle tonalità originali dell'affresco.
La ricezione dell'opera è talmente diffusa da esser stata, probabilmente, perfino citata in un'architettura reale a distanza di tempo, come quella voluta nella propria cappella seicentesca della Santissima Trinità dall'architetto Carlo Lambardi, nella chiesa di Santa Maria in Via, Roma.

## Descrizione
Ernst Gombrich esprime nei seguenti termini il carattere innovativo del dipinto:
(E. H. Gombrich, La storia dell'arte, Leonardo Arte, ristampa 1997, pag. 229)

### Il Trono di Grazia

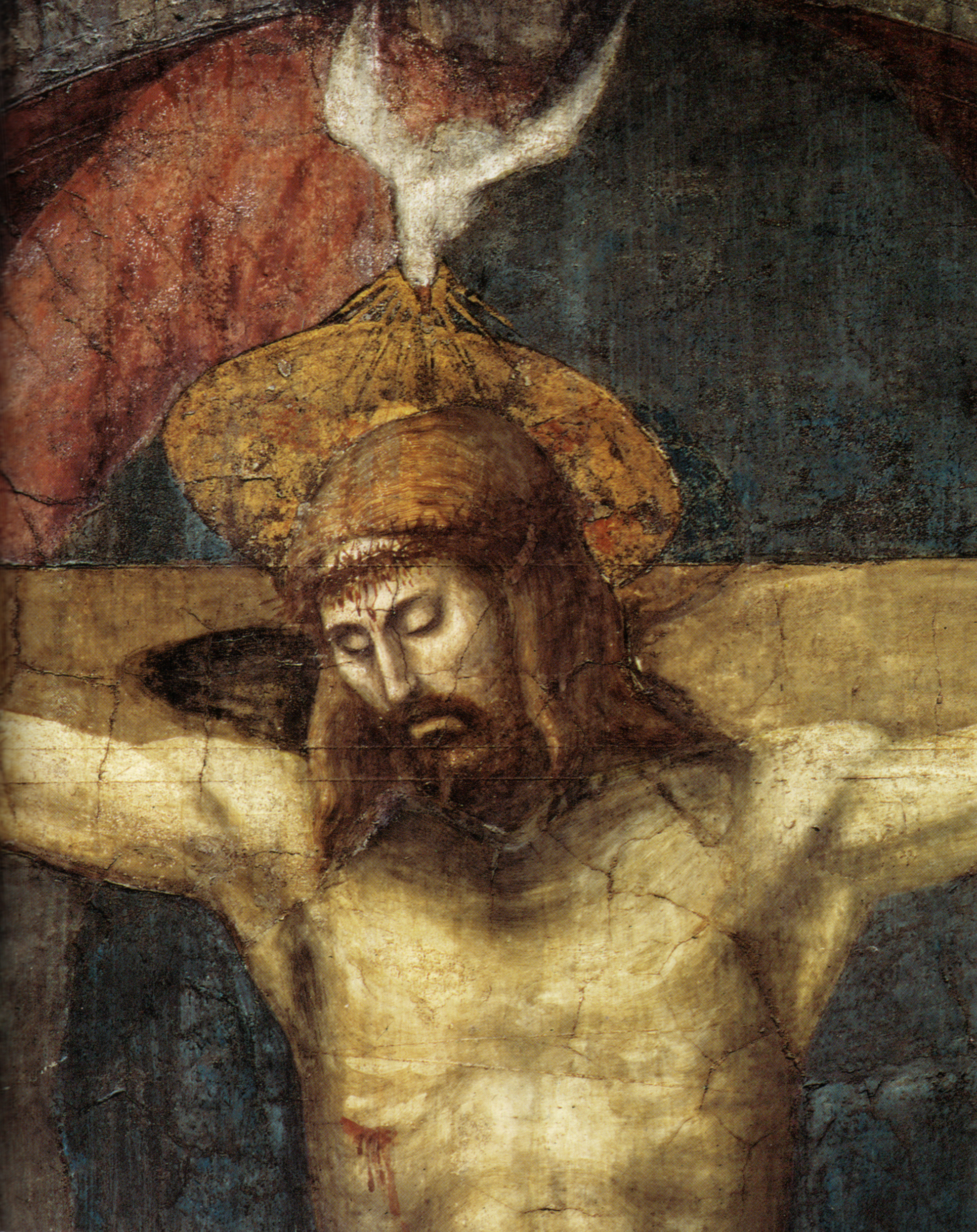
Cristo, dettaglio

Il soggetto principale raffigurato è costituito dalle figure della Trinità, disposte secondo il modello iconografico chiamato "Trono di Grazia", con il Padre che regge la croce del Figlio, che si diffuse nella pittura fiorentina alla fine del XIV secolo. La fonte testuale di tale soggetto è contenuta in Isaia (16, 5), ripresa dalla Lettera agli Ebrei (4, 16). Ma l'opera di Masaccio fu la prima rappresentazione di tale iconografia su scala monumentale e la prima ad essere trattata con tanto realismo e con uno sfondo architettonico illusionistico. Masaccio vi fuse inoltre motivi iconografici derivati da altre rappresentazioni, come i due "dolenti del Calvario" (Maria e san Giovanni, di solito ai piedi delle crocifissioni) o il sepolcro.
Di solito nel "Trono di Grazia" Dio era seduto in trono, per evocare il tema del Giudizio che segue la Resurrezione; in questo caso invece Dio Padre è raffigurato in piedi. Goffen (1980) ha suggerito che la posizione evocasse nello spettatore quella del sacerdote quando durante la messa solleva l'eucaristia, quale simbolo del sacrificio.
La figura del Padre, pur sembrando gigantesca per un effetto illusorio, non ha tuttavia una statura superiore a quella del Figlio, ma uguale. Il confronto con le precedenti raffigurazioni del Trono di Grazia palesa dunque una attenzione alle proporzioni ed alle armonie tipica della nascente cultura rinascimentale.

### La struttura architettonica

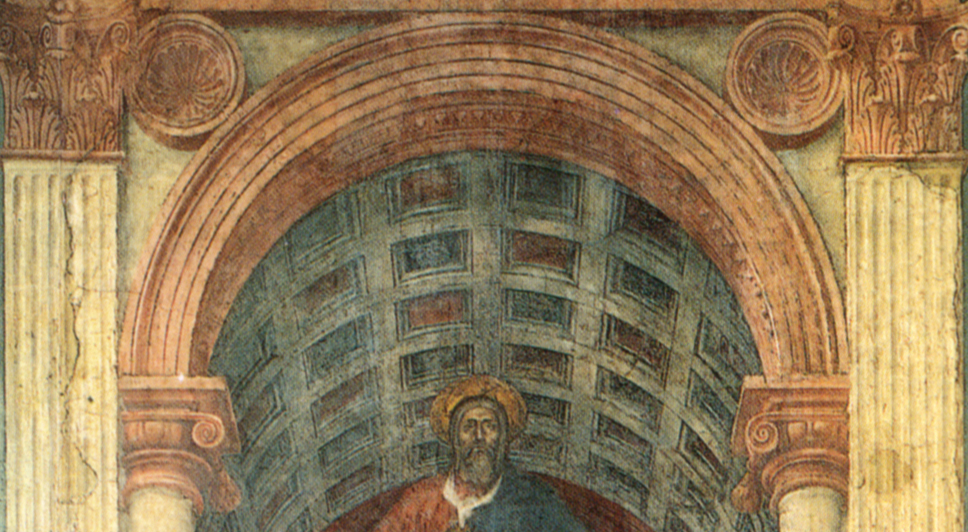
La volta a botte, dettaglio

Nelle precedenti rappresentazioni della Trinità lo sfondo era sempre o fatto d'oro oppure di cielo. Per la prima volta il tutto venne collocato in una grandiosa architettura dipinta, che è quindi uno spazio terreno, frutto dell'attività umana. La potenza illusionistica della volta a botte nello sfondo, fortemente scorciata, impressionò i contemporanei, che non avevano mai visto niente di simile. Ponendosi infatti a circa quattro metri di distanza, si ha l'illusione di una cappella che si apre nella navata. Più di un secolo dopo Vasari scriveva ancora "pare che sia bucato quel muro".
Le facciate delle cappelle appaiono delimitate da due paraste con capitelli corinzi che reggono una trabeazione sotto la quale sono presenti due medaglioni ornamentali; si tratta di elementi posti in rilievo rispetto alle due colonne ioniche ed all'arco trionfale che dà accesso alla cappella. La raffigurazione dell'architettura ubbidisce alle leggi della prospettiva, sapientemente utilizzate per creare, attraverso la raffigurazione della volta a botte e delle altre due colonne sul fondo della cappella, l'effetto illusionistico della profondità. La volta a lacunari è decorata con rosoni (ormai poco visibili) dipinti alternativamente nelle tonalità del rosso e del blu. Sulle pareti laterali è appena percettibile la presenza di architravi sorretti da colonne anch'esse ioniche.
Tutto l'ambiente è di misurate proporzioni ed il modulo è offerto dal Crocifisso, centro dell'intera raffigurazione. Alcuni studiosi si sono spinti fino a disegnare in pianta e in alzato la struttura della cappella, anche se non è possibile ottenere con esattezza le misure e la forma dell'architettura immaginaria.
Se Masaccio dimostrò di aver assimilato a fondo la lezione di Brunelleschi riguardo alla spazialità prospettica, diversa è la poetica che il pittore usò nell'insieme. Il realismo spaziale di Masaccio non solo voleva ordinare le figure nello spazio, ma era finalizzato a effetti illusionistici che potenziassero a dismisura il messaggio religioso dell'opera. Scegliendo un punto di fuga molto basso, proprio all'altezza degli occhi dello spettatore, lo spazio rappresentato venne legato indissolubilmente a quello reale e lo spettatore vi è espressamente coinvolto, come sembra suggerire anche lo sguardo e il gesto di Maria.
La suggestione dello sfondo architettonico ha portato taluni studiosi ad ipotizzare l'intervento dello stesso Brunelleschi nella realizzazione del dipinto (vedi paragrafo sottostante).

### I personaggi divini
In questa cornice architettonica sono collocati, secondo una struttura piramidale, le sei figure che popolano la scena in atteggiamento statuario.

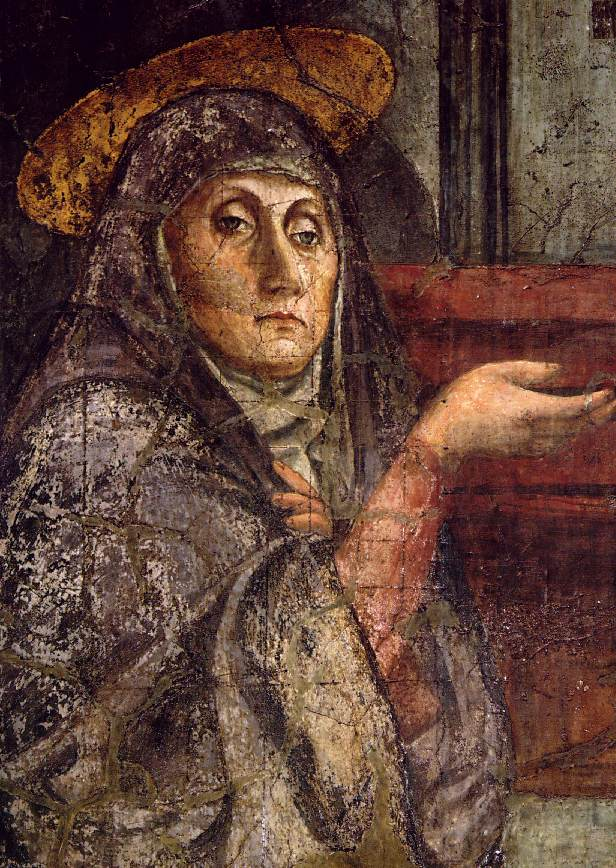
Maria, dettaglio

Sulla parete di fondo è collocata una piattaforma orizzontale sulla quale si erge in piedi la figura di Dio Padre. Indossa una tunica rossa ed un mantello blu, ha la sembianza di un uomo maturo ed un'espressione ieratica; le braccia sono leggermente aperte per reggere il braccio orizzontale della croce. L'aureola che ne incornicia il capo tocca la volta della cappella facendo apparire gigantesca la sua figura; l'aureola a differenza di prima è raffigurata in scorcio prospettico, segno di irradiazione divina. In realtà la sua statura è strettamente proporzionata con quella del Figlio in croce la cui figura risalta nell'affresco per il pallore delle sue carni. La posizione arcuata delle gambe inchiodate sulla croce e il panno bianco che sembra scivolare lungo i fianchi, mostrano marcate somiglianze con la Crocifissione di Masaccio conservata a Napoli.
Padre e Figlio sono gli unici personaggi dell'opera a essere sottratti alle regole prospettiche, venendo implicitamente dichiarati come entità immutabili che non sottostanno alle leggi fisiche del mondo umano. L'effetto derivante è quello della percezione di un'inclinazione che le rende quasi precipitanti sullo spettatore.
La raffigurazione della Trinità è completata dalla colomba dello Spirito Santo: le sue ali sembrano disporsi attorno al collo di Dio Padre, tanto da rendere problematico, a prima vista, il suo riconoscimento.
Su di un piano inferiore e, nell'illusione prospettica, più prossime allo spettatore stanno le figure statuarie di San Giovanni e della Madonna. Il santo evangelista è avvolto in un mantello rosso; sta a mani giunte con lo sguardo rivolto alla croce, nel tipico atteggiamento del "dolente".
Maria invece è stranamente distaccata e si volge verso chi guarda il dipinto. Essa è raffigurata come donna già avanti negli anni, cinta in un mantello blu; con uno sguardo, non di dolore ma di severa impassibilità, e con il gesto della mano destra essa invita lo spettatore a contemplare la crocifissione del figlio. Il suo sguardo non palesa segni di dolore, ma forse solo una rassegnata consapevolezza del destino che doveva compiersi per la salvezza degli uomini.

### I committenti e il sarcofago
Più in basso, su di un ottavo piano prospettico ancor più prossimo a chi guarda, stanno le due figure inginocchiate dei personaggi grazie ai quali l'opera è stata eseguita, forse gli stessi committenti o donatori (si pensa a Berto di Bartolomeo e la moglie, cioè la famiglia Lenzi). Si tratta di un uomo con un mantello ed un turbante rosso e di una donna vestita di blu, raffigurati di profilo – secondo il modello tradizionale dei ritratti adottato all'epoca - mentre pregano rivolgendosi alle persone della Trinità poste nella cappella. La precisione dei lineamenti testimonia la grande qualità di ritrattista che Masaccio dovette possedere. Senza precedenti e rivoluzionaria è la scelta di assegnare ai due comuni mortali proporzioni identiche a quelle delle divinità, abbandonando con sicurezza le proporzioni gerarchiche che dominavano la produzione artistica almeno dal IV secolo d.C.

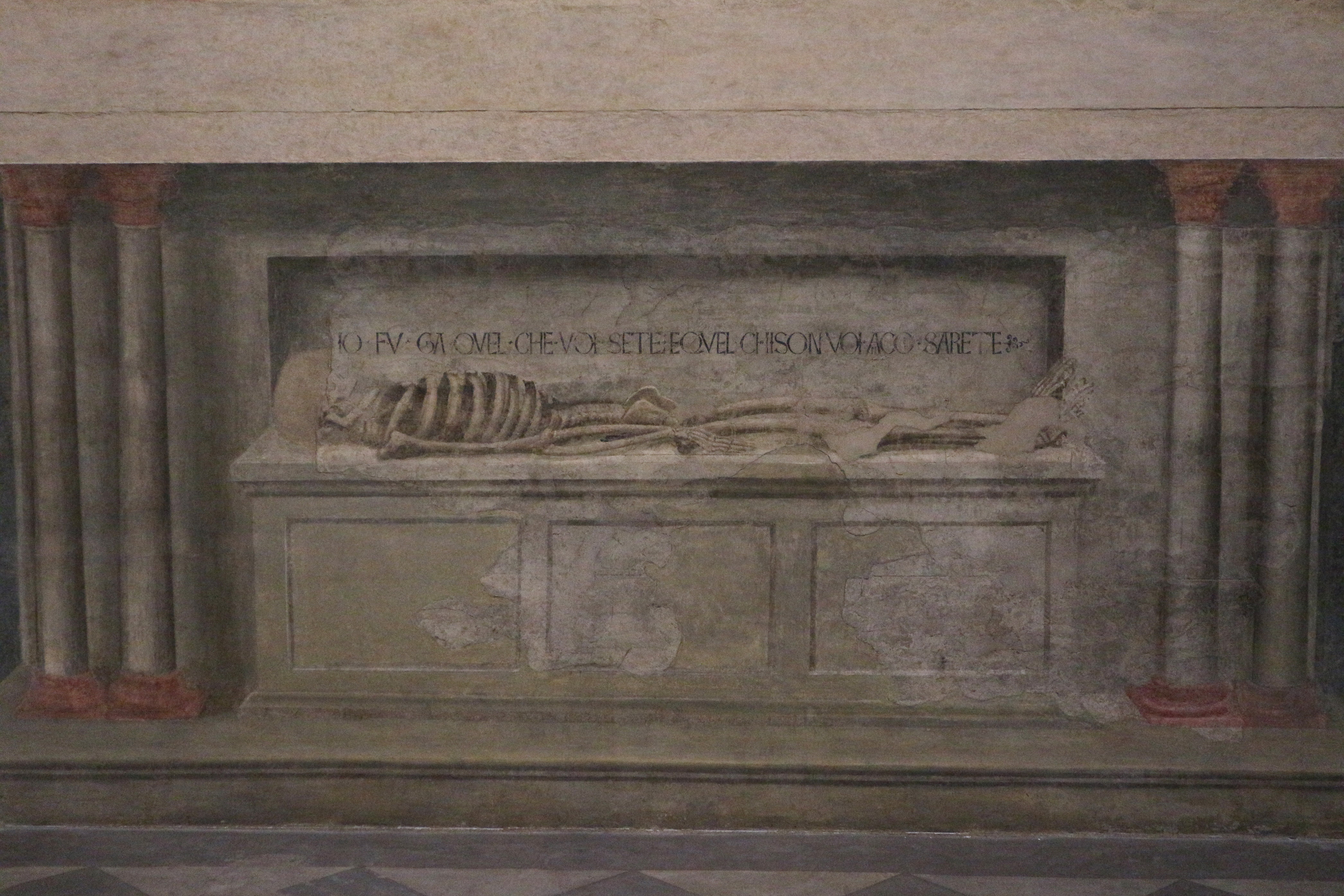
Il sarcofago, dettaglio

Il registro inferiore dell'affresco è occupato dalla raffigurazione di un sarcofago posto in una nicchia delimitata da due coppie di colonnine; su di esso è posta la figura di uno scheletro ed una scritta con evidente intento didattico di “memento mori”: IO FU' GIÀ QUEL CHE VOI SETE, E QUEL CH'I' SON VOI ANCO SARETE. Sorprende tuttavia che non vi siano nel dipinto iscrizioni o stemmi che consentano l'identificazione del defunto, né dei committenti.
È piuttosto evidente il contrasto tra la parte inferiore del dipinto, di sapore ancora marcatamente gotico (come il monumento funebre del cardinale La Grange ad Avignone) e quella superiore con le eleganti architetture e l'uso sapiente della prospettiva, elementi tipici della cultura rinascimentale.

## Stile
Se fino ad allora Masaccio aveva rappresentato con forte realismo i suoi soggetti, pur mantenendo inalterata la loro solennità, con la Trinità si fa teologo, entrando a fondo nel mistero divino. La prima impressione che si ha alla vista dell'affresco è quella di un monumento alla razionalità, con una simmetria e un ordine di caratteristico misticismo, dove l'immobilità è simbolo dell'atemporalità del dogma cristiano.
Il dipinto appare monumentale, finalizzato a creare, attraverso l'uso della prospettiva, l'illusione di una cappella popolata da figure alquanto solenni e pesanti, quasi fossero statue policrome. L'affresco appare progettato per essere visto dal lato opposto della navata. È il corpo di Cristo, posto in posizione centrale rispetto alla struttura piramidale del gruppo, lo snodo visivo e concettuale del registro superiore dell'affresco. Sul suo petto si intersecano le linee rette ideali tangenti al capo delle due coppie (donatore-Maria, donatrice-San Giovanni).
La gamma cromatica utilizzata é volutamente ristretta, interamente incentrata su diversi toni del grigio, del blu e del rosso. Nelle architetture e nelle vesti dei personaggi il blu ed il rosso sono impiegati in termini oppositivi secondo precise simmetrie la cui interpretazione rimane alquanto criptica.

### L'impronta di Brunelleschi
Luciano Berti suppose che nel disegno della complessa struttura architettonica, se non addirittura nella stesura pittorica, mise mano anche Filippo Brunelleschi, amico del pittore. Altri tendono a riconoscere nella cappella Barbadori realizzata dall'architetto fiorentino nella chiesa di Santa Felicita in Firenze il modello reale al quale Masaccio deve aver guardato. In ogni caso è verosimile che Masaccio si fosse avvalso di una consulenza specialistica per l'ardita prospettiva spaziale dell'affresco.
Rispetto alle opere immediatamente precedenti di Masaccio, di chiara ispirazione donatelliana, la Trinità segna una trasformazione dell'artista verso lo stile brunelleschiano. Le paraste corinzie e gli archi a tutto sesto sono identici a quelli delle architetture brunelleschiane, mentre inconsueto è l'uso della volta a botte a cassettoni. Brunelleschi, a differenza di Leon Battista Alberti, era interessato a una convincente illusione di profondità spaziale, legata però ad aspetti di simbolismo geometrico, in cui la perfezione delle forme pure era metafora dell'armonia divina e della sua Creazione. La volta infatti conduce lo sguardo in profondità e fa cadere l'occhio sul nodo del dipinto, rappresentato dal punto di unione della Trinità divina. Tali linee possono essere viste anche come un'irradiazione verso l'esterno della Gloria divina.

## Interpretazione

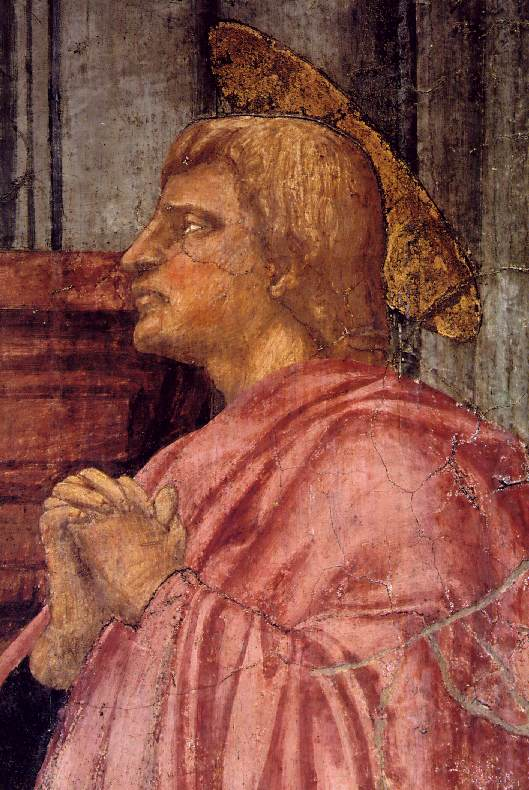
San Giovanni, dettaglio

L'opera è ricca di significati iconografici e teologici che Masaccio deve aver dettagliatamente discusso con il committente: sul loro senso gli studiosi si sono lungamente interrogati senza tuttavia giungere a pareri uniformi. Sicuramente l'opera contiene significati complessi e sovrapposti, senza una singola interpretazione che possa escludere le altre.
Innanzitutto non è chiaro cosa simboleggi lo spazio sotto la volta a botte: se una cappella, una tomba, la cappella del Golgota, il tabernacolo di Davide o l'anticamera del Paradiso.
Dio Padre si erge a piedi nudi su una piattaforma che è stata alternativamente interpretata come una tomba o l'Arca dell'Alleanza o una semplice tavola sorretta da mensole.
L'evidenza sembra suggerire semplicemente una combinazione tra un monumento funebre e una rappresentazione della Trinità. Il dipinto può quindi essere letto verticalmente, dal basso verso l'alto, come ascensione verso la salvezza eterna: in primo piano il sarcofago con scheletro, che ricorda la transitorietà della vita terrena, poi le due figure inginocchiate che pregano (la dimensione umana), poi la Madonna e San Giovanni nel ruolo di santi intercessori, poi ancora la Passione di Gesù, promessa di salvezza, ed infine la gloria del Padre.
Un'ipotesi avanzata (seguendo la testimonianza del Vasari) è che il dipinto funzionasse come pala d'altare al quale era stato accostato un altare per le funzioni religiose in memoria dei defunti: Dio Padre che presenta il figlio crocefisso sarebbe allora un'immagine che simboleggia il sacrificio eucaristico che si compie sull'altare.
Un'altra ipotesi verosimile è anche che si tratti di un memoriale funerario, vale a dire un'immagine destinata a suscitare la meditazione sulla salvezza eterna di chi visitava la chiesa, assieme al ricordo delle persone defunte.
Il sarcofago potrebbe anche far pensare ad un'adesione alla tradizionale raffigurazione di un teschio ai piedi della croce innalzata sul Golgota (ove una leggenda vuole siano interrati i resti mortali di Adamo). Non si spiega tuttavia, in questo modo, il motivo per il quale vi è raffigurato un sarcofago sul quale giace uno scheletro ed il senso del monito che ricorda l'ineluttabilità dell'ora della morte.
Trattandosi di una rappresentazione in una chiesa domenicana è da sottolineare l'interpretazione della scena che vede in essa l'affermazione della Resurrezione come unica risposta alla morte: il Cristo morto è anche risorto, e anche la nostra morte avrà uguale soluzione.

## Note

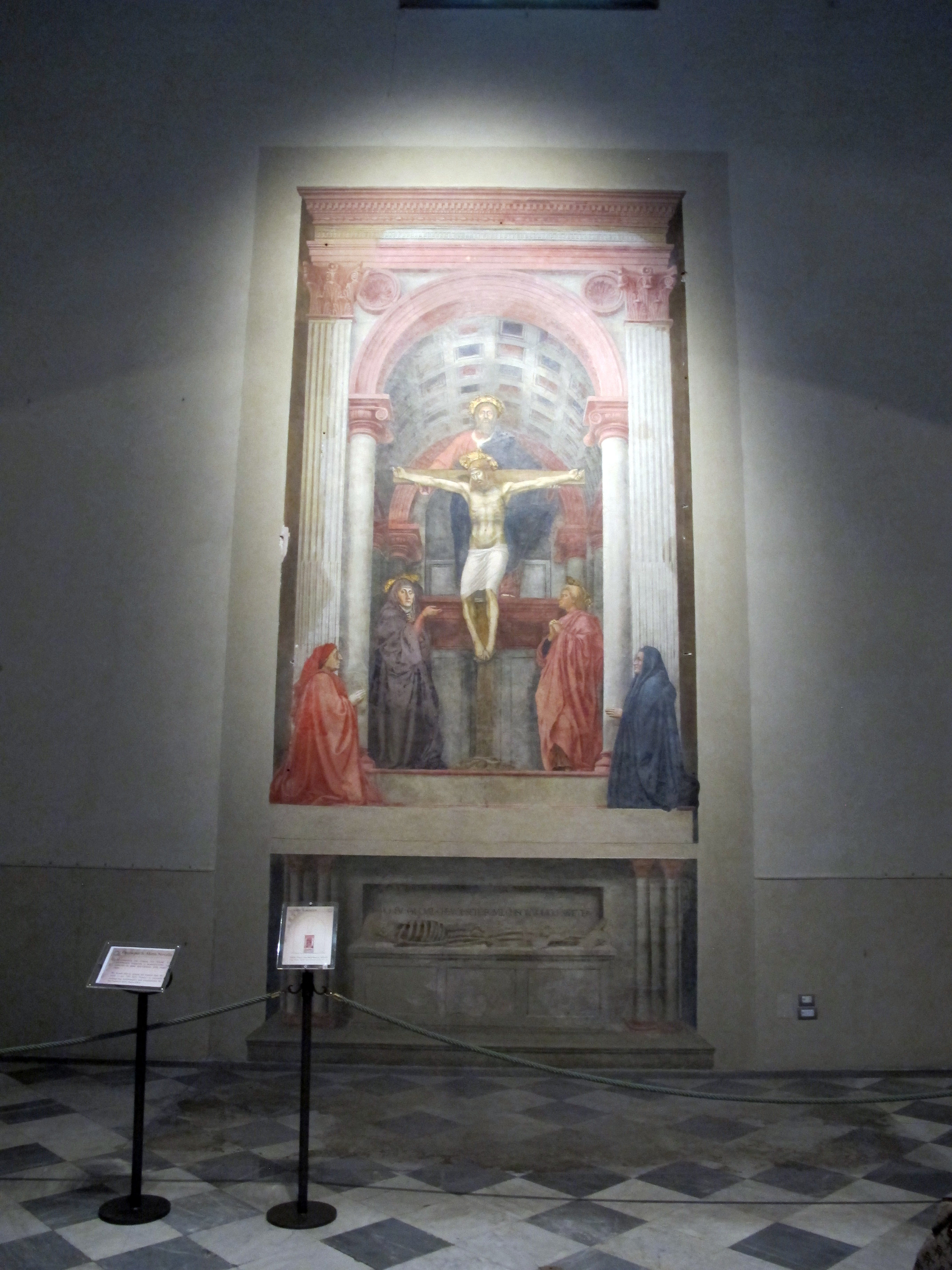
Veduta nella navata